# Békás
Békás is een plaats (község) en gemeente in het Hongaarse comitaat Veszprém. Békás telt 221 inwoners (2001).